# Acanthoctenus plebejus
Acanthoctenus plebejus là một loài nhện trong họ Ctenidae.
Loài này thuộc chi Acanthoctenus. Acanthoctenus plebejus được Eugène Simon miêu tả năm 1906.